# Championnat de France de hockey sur glace 2000-2001
Saison précédente Saison suivante
La saison 2000-2001 est la 80e saison du championnat de France de hockey sur glace. Cette saison, le championnat porte le nom d'Élite.

## Élite
Équipes engagées : 
Elles sont au nombre de 9 puis 8 : 
- Gothiques d'Amiens
- Ducs d'Angers
- Orques d'Anglet
- Léopards de Caen
- Brûleurs de loups de Grenoble
- Lions de Lyon
- Flammes Bleues de Reims
- Dragons de Rouen
- Jets de Viry-Essonne

Reims est le champion en titre. Grenoble retrouve l'Elite après une saison en Division 3 à la suite de soucis d'ordre financier. Lyon se retire de la compétition à cause de problèmes financiers (et joue alors en Division 3).

### Formule de la saison
| Amiens Angers Anglet Caen Grenoble Lyon Mulhouse Reims Rouen Viry |

La saison s'articule en deux parties : la saison régulière et les phases finales.
- La saison régulière :

Une seule et unique poule où toutes les équipes se rencontrent sur deux aller-retour.
- Les phases finales :

Le 1er du classement rencontre le 8e, le 2e rencontre le 7e, le 3e rencontre le 6e et le 4e rencontre le 5e lors des quarts de finale.
Ces rencontres sont appelées "séries". Une série se joue au meilleur des 5 matchs, le club le mieux classé joue 3 matchs à domicile et par conséquent son adversaire n'en joue que 2 à domicile.
Le premier club rendu à 3 victoires gagne la série.
Il en est ainsi jusqu'à la finale.

### Saison régulière
| Clt   | Équipe         | PJ | V  | VP | D  | DP | BP  | BC  | Diff | Pts |
| ----- | -------------- | -- | -- | -- | -- | -- | --- | --- | ---- | --- |
| +001, | Rouen          | 28 | 23 | 0  | 3  | 1  | 124 | 57  | +67  | 48  |
| +002, | Reims          | 28 | 19 | 0  | 8  | 1  | 120 | 83  | +37  | 40  |
| +003, | Amiens         | 28 | 16 | 0  | 11 | 0  | 97  | 89  | +8   | 33  |
| +004, | Angers         | 28 | 14 | 0  | 13 | 0  | 108 | 90  | +18  | 29  |
| +005, | Anglet         | 28 | 12 | 0  | 13 | 1  | 107 | 94  | +13  | 28  |
| +006, | Grenoble       | 28 | 12 | 0  | 13 | 0  | 90  | 91  | -1   | 27  |
| +007, | Caen           | 28 | 6  | 0  | 21 | 0  | 70  | 126 | -56  | 13  |
| +008, | Viry-Châtillon | 28 | 3  | 0  | 23 | 0  | 73  | 160 | -87  | 8   |
| +009, | Lyon           | 0  | 0  | 0  | 0  | 0  | 0   | 0   | 0    | 0   |

### Phase finale

#### Quarts de finale
Rouen - Viry : 3-0

Rouen - Viry 5-0 (2-0,2-0,1-0)

Rouen - Viry 6-2 (2-2,3-0,1-0)

Viry - Rouen 2-6 (1-2,0-2,1-2)

Angers - Anglet : 0-3

Angers - Anglet 4-4 (2-0,1-3,1-1,0-0) (2-3 aux tirs au but)

Angers - Anglet 2-5 (0-2,1-1,1-2)

Anglet - Angers 3-2 (0-1,2-0,1-1)

Reims - Caen   : 3-0

Reims - Caen 2-1 (0-0,1-1,1-0)

Reims - Caen 5-2 (0-0,2-1,3-1)

Caen - Reims 1-10 (0-5,0-2,1-3)

Amiens - Grenoble : 1-3

Amiens - Grenoble 3-2 (2-0,0-2,1-0)

Amiens - Grenoble 1-4 (0-1,1-1,0-2)

Grenoble - Amiens 3-1 (0-1,3-0,0-0)

Grenoble - Amiens 5-1 (1-0,2-1,2-0)

#### Demi-finale
Rouen - Grenoble : 3-2

Rouen - Grenoble 6-0 (1-0,3-0,2-0)

Rouen - Grenoble 5-2 (1-0,0-1,4-1)

Grenoble - Rouen 6-5 (2-4,3-0,1-1)

Grenoble - Rouen 4-1 (1-0,1-0,2-1)

Rouen - Grenoble 4-0 (1-0,3-0,0-0)

Reims - Anglet : 2-3

Reims - Anglet 17-2 (13-0,1-2,3-0)

Reims - Anglet 1-1 (0-0,1-1,0-0,0-0) (2-1 aux tirs au but)

Anglet - Reims 2-2 (0-1,2-0,0-1,0-0) (1-0 aux tirs au but)

Anglet - Reims 6-5 (3-2,2-1,1-2)

Reims - Anglet 2-4 (0-2,1-0,1-2)

#### Troisième place
Reims - Grenoble : 0-3

Reims - Grenoble 4-5 a.p. (0-1,2-2,2-1,0-1)

Reims - Grenoble 3-5 (2-1,1-3,0-1)

Grenoble - Reims 5-4 (2-1,1-2,2-1)

#### Finale
Rouen - Anglet : 3-0

Rouen - Anglet 2-0 (2-0,0-0,0-0)

Rouen - Anglet 5-1 (1-1,3-0,1-0)

Anglet - Rouen 0-3 (0-2,0-1,0-0)

### Bilan de la saison
Podium :
1er : Rouen  -  2e : Anglet  -  3e : Grenoble
- Rouen gagne la sixième coupe Magnus de son histoire.
- Trophée Charles-Ramsay décerné à Juha Jokiharju (Rouen).
- Trophée Albert-Hassler décerné à Maurice Rozenthal (Amiens).
- Trophée Marcel-Claret décerné à Rouen.
- Trophée Jean-Pierre-Graff décerné à Romain Carrara (Reims).
- Trophée Jean-Ferrand décerné à Phil Groeneveld (Rouen).

Caen et Viry sont relégués en Division 3.

## Division 1
- Champion : Villard-de-Lans[3] :

## Division 2
- Champion : Besançon[4]

## Division 3
- Champion : Neuilly-sur-Marne[5]